# FOX Sports International
FOX Sports International是福斯傳媒集團於,亞太地區所經營的體育電視網。

## 亞洲版本
FOX体育频道是二十一世紀福斯的福斯傳媒集團在亚洲运营的体育家庭电视网络。

## 外部連結
- FOX Sports（美國）網站（页面存档备份，存于）